# محمود ذوالفنون
محمود ذوالفنون (زادهٔ ۱۲۹۹ – درگذشتهٔ ۲۷ مهر ۱۳۹۲) نوازندهٔ ایرانی ویولن بود.

## زندگی و فعالیت هنری

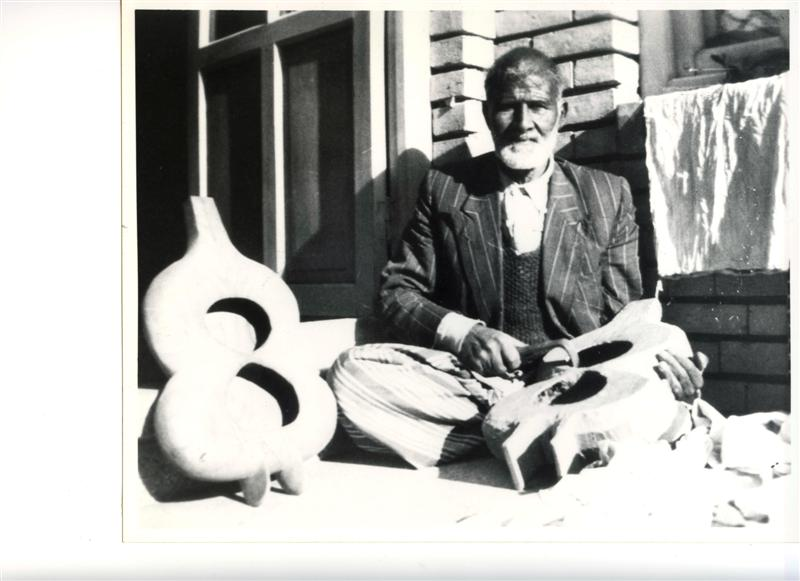
تصويري از حبيب ذوالفنون پدر محمود ذوالفنون

محمود ذوالفنون در سال ۱۲۹۹ ه.خ در آباده متولد شد. پدر او، حبیب ذوالفنون سازنده و نوازنده تار بود و برادرش جلال از نوازندگان بنام سه تار و از شاگردانش بود.
از کودکی تحت تأثیر نوای تار پدر، به موسیقی روی آورد و از ۱۱ سالگی با نواختن تار آشنایی پیدا کرد. بعد از چندی به ویولن علاقه‌مند شد ولی به علت کمبود استاد ویولن در آن زمان، نوازندگی ویولن را با ویولنی که خودش ساخته بود بدون استاد پیش خود شروع کرد. در سن ۲۰ سالگی از زادگاه خود راهی شیراز شد و در آنجا با یکی از مهندسین یک کارخانه قند که اهل لهستان بود و ویلن می‌نواخت آشنا شد و اصول نواختن ویولن را نزد او آموخت.
او در سال ۱۳۲۰ به تهران آمد و در اولین فرصت به کلاس ابوالحسن صبا رفت و از تجربیات وی استفاده کرد. او همچنین تکنیک‌های نوازندگی ویولن را نزد روبیک گریگوریان فرا گرفت.
وی بعدها جانشین ابوالحسن صبا در کلاس‌های وی شد. ابوالحسن صبا از روی شوخ‌طبعی وی را «ویولن‌فنون» صدا می‌کرد. او پس از مدتی به ارکستر انجمن موسیقی ملی به رهبری روح‌الله خالقی پیوست. وی تقریباً از ابتدای تأسیس رادیو تا سال ۱۳۵۴ با این سازمان همکاری داشت.
او در سال ۱۳۵۵ به آمریکا مهاجرت کرد؛ و در ارکستری مشغول به نوازندگی شد و به تدریس خصوصی ویولن پرداخت. از شاگردان محمود ذوالفنون می‌توان به فرید فرجاد (نوازنده ویلون)، مرضیه و حافظ مدیرزاده (استاد موسیقی در دانشگاه سن‌فرانسیسکو) اشاره کرد. از وی آلبومی به نام «نقد صوفی» در آمریکا منتشر شده‌است.
محمود ذوالفنون ۲۷ مهر سال ۱۳۹۲ در شهر سن خوزه، کالیفرنیا، در سن ۹۳ سالگی درگذشت.

## گروه ذوالفنون
گروه ذوالفنون نام یک گروه موسیقی سنتی ایرانی به سرپرستی محمود ذوالفنون بود.